# Río San
El San (en ucraniano: Сян; en alemán: Saan) es un río del sureste de Polonia y Ucrania occidental, un afluente del Vístula, con una longitud de 433 km (6.º del país) y una cuenca hidrográfica de 16.861 km², de los que 14.390 km² están en Polonia. 
El San nace en los montes Cárpatos, cerca del pueblo de Sianky, a una altitud de 900 m s. n. m., exactamente sobre la frontera entre Polonia y Ucrania y en la vertiente continental, y forma la frontera entre Polonia y Ucrania durante alrededor de sus primeros 50 km. El lago artificial más grande de Polonia, el lago Solina, se creó a través de un embalse en el San cerca de Lesko.
Entre las ciudades recorridas por el San se encuentran Dynów, Jarosław, Lesko, Leżajsk, Nisko, Przemyśl, Radymno, Rudnik nad Sanem, Sandomierz, Sanok, Sieniawa, Stalowa Wola, Ulanów y Zagórz.